# Rabii Houbry
Rabii Houbry, né le 1er janvier 1986, est un footballeur marocain qui évolue au poste de défenseur au CA Khénifra.
En janvier 2013, il signe un contrat d'un an avec Wydad de Casablanca.